# Franceses
Os franceses, de acordo com a lei francesa, são todas as pessoas que gozam da nacionalidade francesa individual e coletivamente da França como território soberano, como povo ou nação livre. De acordo com a constituição francesa, o povo francês refere-se a pessoas nascidas na França ou no estrangeiro, cujos pais são franceses, com nacionalidade francesa, sem distinção de origem, raça ou religião.
Historicamente falando, no entanto, a base étnica dos franceses é de celtas, principalmente gauleses, misturada com os povos itálicos durante o domínio romano (não só os latinos, mas também lígures e outros) e um grande número de povos germânicos, principalmente os francos que invadiram a Gália Romana (território correspondente à atual França) no fim do Império Romano. Estes últimos moldaram profundamente o território galo-romano, seja sob o aspecto étnico, principalmente em relação aos franceses das regiões centrais e norte do país, que possuem um fenótipo mais germânico ( à exceção dos descendentes de imigrantes), seja sob o aspecto político ao estabelecer um reino unificado, ou mesmo etimológico: etimologicamente, França significa terra dos francos.
Além dos três principais grupos étnicos (galeses, latinos e francos), também contribuíram para a composição étnica inicial dos franceses: os bretões (celtas), principalmente na região da Bretanha; os aquitanos (bascos), com predominância na região histórica da Aquitânia; os iberos, lígures, normandos na região da Normandia, vários povos germânicos como burgúndios, visigodos, bem como no sul do país, os gregos e minorias árabes (mouros e sarracenos).
Depois da Segunda Guerra Mundial, há também um grande contingente de habitantes de origem africana e árabe, muitos vindos de ex-colônias francesas como o Senegal, Camarões, Tunísia, Marrocos, Argélia, etc. Além desses, há também minorias de origem basca, eslava, húngara e judaica no país.
Em decorrência da grande imigração, estima-se atualmente que quase 40% da população francesa tenha pelo menos um antepassado nascido no estrangeiro. O exemplo que mais ilustra essa diversidade étnica da França atual é a figura do ex-presidente Nicolas Sarkozy, filho de pai imigrante húngaro e mãe de origem greco-judaica.

## Grupos étnicos
Os modernos franceses descendem de celtas, iberos, lígures e gregos que se estabeleceram no sul do país, e se misturaram aos povos germânicos que chegaram no final do Império Romano - os francos e os burgúndios - bem como aos mouros e sarracenos além de Viquingues normandos que se instalaram principalmente na Normandia, no século IX. Quando os normandos conquistaram a futura Normandia, estabeleceram alianças com os francos ocidentais através dos casamentos do rei Rollo e de seu filho Guilherme.
Estima-se que dez milhões de cidadãos franceses, ou cerca de um sexto da população, seja de origem étnica ou nacional não francesa. O grupo étnico europeu mais numeroso é o de origem italiana, que constituem aproximadamente 10% da população. Isso se deve sobretudo à imigração italiana, especialmente durante o final do século XIX e início do século XX. Há também grandes grupos de origem alemã, espanhola, portuguesa, polonesa e grega. Além disso, devido às ondas mais recentes de imigração vindas de ex-colónias francesas, a França apresenta um total de três a quatro milhões de habitantes de origem árabe, berbere, africana como também aproximadamente possui 500 000 habitantes de origem turca.
Observe-se, no entanto, que, desde a Revolução Francesa o governo francês adota a política de não classificar oficialmente as pessoas segundo raça ou etnia, a fim de incentivar a integração, a assimilação, a unidade e o patriotismo franceses, independentemente da origem étnica e nacionalidade das pessoas.
A religião predominante entre a população é o catolicismo, os católicos romanos são 88% da população francesa, apesar do Estado ser extremamente laico e favorecer outras religiões não francesas trazidas pelos imigrantes dos últimos anos.

## Língua

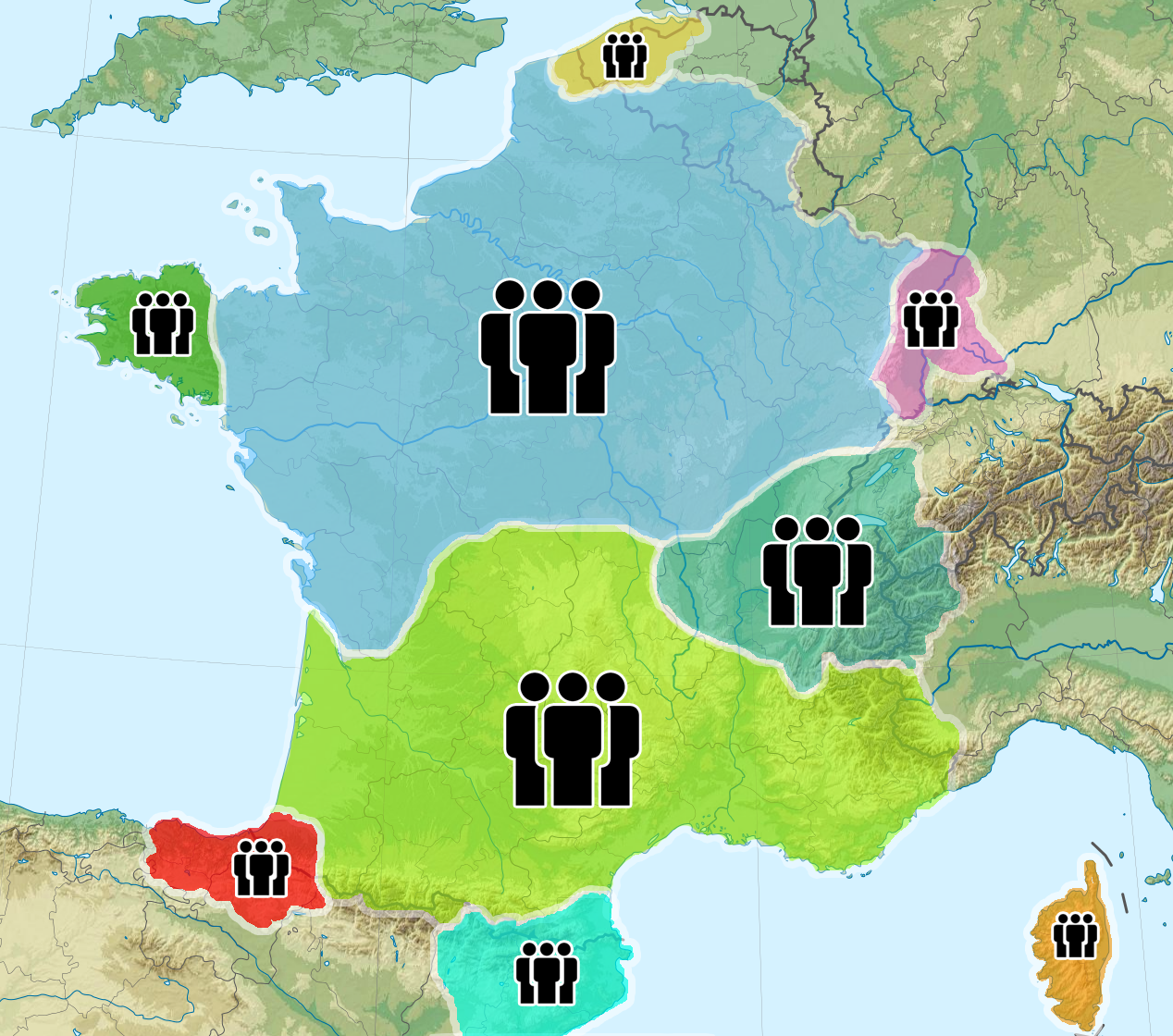
Um mapa mostrando os grupos linguísticos (históricos) na França metropolitana:
Alemães Alemânicos
Arpitanos
Bascos
Bretões
Catalães
Corsos
Neerlandeses Flamengos
Occitanos
Falantes de Línguas de oïl

O francês é a língua oficial da França e de diversos outros países, como o Canadá, Bélgica e Suíça, embora haja numerosos dialectos e variantes da língua francesa.
Há também minorias falantes do occitano, do basco e do catalão.